# Großer Preis von Monaco 2021
Der Große Preis von Monaco 2021 (offiziell Formula 1 Grand Prix de Monaco 2021) fand am 23. Mai auf dem Circuit de Monaco in Monte Carlo statt und war das fünfte Rennen der Formel-1-Weltmeisterschaft 2021.

## Berichte

### Hintergründe
Der Große Preis von Monaco war nach ursprünglicher Planung das sechste Rennen der Formel-1-Weltmeisterschaft 2021. Aufgrund von Einreisebeschränkungen infolge der COVID-19-Pandemie wurde der ursprünglich als Saisonauftakt vorgesehene Große Preis von Australien auf November verschoben, womit der Große Preis von Monaco an die fünfte Stelle im Rennkalender vorrückte; das Datum am 23. Mai wurde dabei allerdings beibehalten.
Nach dem Großen Preis von Spanien führte Lewis Hamilton in der Fahrerwertung mit 14 Punkten vor Max Verstappen und mit 47 Punkten vor Valtteri Bottas. In der Konstrukteurswertung Mercedes mit 29 Punkten vor Red Bull Racing und mit 76 Punkten vor McLaren.
Beim Großen Preis von Monaco stellte Pirelli den Fahrern die Reifenmischungen P Zero Hard (weiß, Mischung C3), P Zero Medium (gelb, C4) und P Zero Soft (rot, C5), sowie für nasse Bedingungen Cinturato Intermediates (grün) und Cinturato Full-Wets (blau) zur Verfügung.
Hamilton, George Russell (jeweils sechs), Lando Norris, Sebastian Vettel (jeweils fünf), Sergio Pérez, Kimi Räikkönen, Lance Stroll (jeweils vier), Antonio Giovinazzi, Charles Leclerc (jeweils drei), Nikita Masepin (zwei), Pierre Gasly, Esteban Ocon, Daniel Ricciardo, Carlos Sainz jr. und Yuki Tsunoda (jeweils einer) gingen mit Strafpunkten ins Rennwochenende.
Mit Hamilton (dreimal), Fernando Alonso, Vettel (jeweils zweimal), Räikkönen und Ricciardo (jeweils einmal) traten fünf ehemalige Sieger zu diesem Grand Prix an.
Als Rennkommissare für dieses Rennwochenende fungierten Nish Shetty (SGP), Dennis Dean (USA), José Abed (MEX), Vitantonio Liuzzi (ITA) und Eric Barrabino (MCO).

### Training
Im ersten freien Training war Pérez mit einer Rundenzeit von 1:12,487 Minuten Schnellster vor Sainz jr. und Verstappen.
Im zweiten freien Training fuhr Leclerc in 1:11,684 Minuten die Bestzeit vor Sainz jr. und Hamilton. Das Training wurde nach einem Unfall von Mick Schumacher vorzeitig beendet.
Im dritten freien Training war Verstappen in 1:11,294 Minuten Schnellster vor Sainz jr. und Leclerc. Auch dieses Training wurde nach einem Unfall von Schumacher vorzeitig beendet.

### Qualifying
Das Qualifying bestand aus drei Teilen mit einer Nettolaufzeit von 45 Minuten. Im ersten Qualifying-Segment (Q1) hatten die Fahrer 18 Minuten Zeit, um sich für das Rennen zu qualifizieren. Alle Fahrer, die im ersten Abschnitt eine Zeit erzielten, die maximal 107 Prozent der schnellsten Rundenzeit betrug, qualifizierten sich für den Grand Prix. Die besten 15 Fahrer erreichten den nächsten Teil. Bottas war Schnellster. Schumacher erzielte nach seinem Unfall im dritten freien Training keine Rundenzeit und qualifizierte sich nicht für den Grand Prix. Neben ihm schieden Masepin, Nicholas Latifi, Alonso und Tsunoda aus.
Der zweite Abschnitt (Q2) dauerte 15 Minuten. Die schnellsten zehn Piloten qualifizierten sich für den dritten Teil des Qualifyings und mussten mit den hier verwendeten Reifen das Rennen starten, alle anderen hatten freie Reifenwahl für den Rennstart. Leclerc war Schnellster. Russell, Räikkönen, Stroll, Ricciardo und Ocon schieden aus.
Der finale Abschnitt (Q3) ging über eine Zeit von zwölf Minuten, in denen die ersten zehn Startpositionen vergeben wurden. Leclerc fuhr mit 1:10,346 Minuten die Bestzeit vor Verstappen und Bottas, verursachte allerdings mit einem Unfall auch den vorzeitigen Abbruch des Qualifyings. Es war die achte Pole-Position für Leclerc in der Formel-1-Weltmeisterschaft und die erste seit dem Großen Preis von Mexiko 2019.

### Rennen
Auf dem Weg in die Startaufstellung wurde bei Leclerc ein Defekt an der Antriebswelle festgestellt. Es blieb nicht genügend Zeit, das Problem vor dem Start zu beheben, und so startete Leclerc nicht zum Rennen, sein Platz in der Startaufstellung blieb leer. Ferrari stellte später fest, dass das Problem durch eine gerissene Nabe der Antriebswelle hinten links verursacht wurde. Für Leclerc war dies bei seinem dritten Großen Preis von Monaco bereits der dritte Ausfall.
Zu Beginn des Rennens kam Bottas etwas besser weg als Verstappen, der die Pole-Position durch den Nichtstart von Leclerc erbte, doch letzterer konnte ersteren abwehren und übernahm in der ersten Kurve die Führung. Bottas schied später bei seinem geplanten Boxenstopp in Runde 30 aus, als sein Team sein rechtes Vorderrad wegen einer abgerissenen Radmutter nicht entfernen konnte, wodurch Sainz jr. auf den zweiten Platz und Norris auf den dritten Platz rückte.
Verstappen kam in Runde 34 an die Box, um neue Reifen zu holen. Pérez führte den größten Teil der 35. Runde an, bevor er am Ende derselben Runde an die Box gerufen wurde. Dies bedeutete, dass Verstappen offiziell alle Runden bis zu den Boxenstopps anführte. Pérez nutzte die Boxenstrategie, um sich auf den vierten Platz zu verbessern, wo er das Rennen beendete. Auf dem Podium standen zur Halbzeit des Rennens dieselben Fahrer auf diesen Positionen: Verstappen an der Spitze, Sainz jr. auf dem zweiten und Norris auf dem dritten Platz. Pérez, Vierter, schloss zu Norris auf, konnte ihn aber vor Rennende nicht überholen.
Verstappen gewann schließlich das Rennen vor Sainz jr. und Norris. Es war der zwölfte Sieg für Verstappen in der Formel-1-Weltmeisterschaft. Sainz jr. erzielte seine erste Podestplatzierung für Ferrari, für Norris war es die zweite Podestplatzierung der Saison. Die übrigen Punkteplatzierungen belegten Pérez, Vettel, Gasly, Hamilton, Stroll, Ocon und Giovinazzi. Vettel und Giovinazzi holten ihre ersten Punkte der Saison. Da Hamilton die schnellste Rennrunde fuhr und das Rennen unter den ersten Zehn beendete, erhielt er einen zusätzlichen Punkt.
In der Fahrerwertung übernahm Verstappen die Führung vor Hamilton, Norris war nun wieder Dritter. In der Konstrukteurswertung übernahm Red Bull Racing die Führung vor Mercedes, McLaren blieb Dritter.

## Meldeliste
| Team                            | Nr. | Fahrer             | Chassis                           | Motor                             | Reifen |
| ------------------------------- | --- | ------------------ | --------------------------------- | --------------------------------- | ------ |
| Mercedes-AMG Petronas F1 Team   | 44  | Lewis Hamilton     | Mercedes-AMG F1 W12 E Performance | Mercedes-AMG F1 M12 E Performance | P      |
| Mercedes-AMG Petronas F1 Team   | 77  | Valtteri Bottas    | Mercedes-AMG F1 W12 E Performance | Mercedes-AMG F1 M12 E Performance | P      |
| Red Bull Racing Honda           | 33  | Max Verstappen     | Red Bull Racing RB16B             | Honda RA621H                      | P      |
| Red Bull Racing Honda           | 11  | Sergio Pérez       | Red Bull Racing RB16B             | Honda RA621H                      | P      |
| McLaren F1 Team                 | 03  | Daniel Ricciardo   | McLaren MCL35M                    | Mercedes-AMG F1 M12 E Performance | P      |
| McLaren F1 Team                 | 04  | Lando Norris       | McLaren MCL35M                    | Mercedes-AMG F1 M12 E Performance | P      |
| Aston Martin Cognizant F1 Team  | 18  | Lance Stroll       | Aston Martin AMR21                | Mercedes-AMG F1 M12 E Performance | P      |
| Aston Martin Cognizant F1 Team  | 05  | Sebastian Vettel   | Aston Martin AMR21                | Mercedes-AMG F1 M12 E Performance | P      |
| Alpine F1 Team                  | 14  | Fernando Alonso    | Alpine A521                       | Renault E-Tech 20B                | P      |
| Alpine F1 Team                  | 31  | Esteban Ocon       | Alpine A521                       | Renault E-Tech 20B                | P      |
| Scuderia Ferrari Mission Winnow | 16  | Charles Leclerc    | Ferrari SF21                      | Ferrari 065/6                     | P      |
| Scuderia Ferrari Mission Winnow | 55  | Carlos Sainz jr.   | Ferrari SF21                      | Ferrari 065/6                     | P      |
| Scuderia AlphaTauri Honda       | 22  | Yuki Tsunoda       | AlphaTauri AT02                   | Honda RA621H                      | P      |
| Scuderia AlphaTauri Honda       | 10  | Pierre Gasly       | AlphaTauri AT02                   | Honda RA621H                      | P      |
| Alfa Romeo Racing Orlen         | 07  | Kimi Räikkönen     | Alfa Romeo Racing C41             | Ferrari 065/6                     | P      |
| Alfa Romeo Racing Orlen         | 99  | Antonio Giovinazzi | Alfa Romeo Racing C41             | Ferrari 065/6                     | P      |
| Uralkali Haas F1 Team           | 09  | Nikita Masepin     | Haas VF-21                        | Ferrari 065/6                     | P      |
| Uralkali Haas F1 Team           | 47  | Mick Schumacher    | Haas VF-21                        | Ferrari 065/6                     | P      |
| Williams Racing                 | 63  | George Russell     | Williams FW43B                    | Mercedes-AMG F1 M12 E Performance | P      |
| Williams Racing                 | 06  | Nicholas Latifi    | Williams FW43B                    | Mercedes-AMG F1 M12 E Performance | P      |

## Klassifikationen

### Qualifying
| Pos.                                                                      | Fahrer             | Konstrukteur              | Q1         | Q2       | Q3       | Start |
| ------------------------------------------------------------------------- | ------------------ | ------------------------- | ---------- | -------- | -------- | ----- |
| 01                                                                        | Charles Leclerc    | Ferrari                   | 1:11,113   | 1:10,597 | 1:10,346 | 01    |
| 02                                                                        | Max Verstappen     | Red Bull Racing-Honda     | 1:11,124   | 1:10,650 | 1:10,576 | 02    |
| 03                                                                        | Valtteri Bottas    | Mercedes                  | 1:10,938   | 1:10,695 | 1:10,601 | 03    |
| 04                                                                        | Carlos Sainz jr.   | Ferrari                   | 1:11,324   | 1:10,806 | 1:10,611 | 04    |
| 05                                                                        | Lando Norris       | McLaren-Mercedes          | 1:11,321   | 1:11,031 | 1:10,620 | 05    |
| 06                                                                        | Pierre Gasly       | AlphaTauri-Honda          | 1:11,560   | 1:11,179 | 1:10,900 | 06    |
| 07                                                                        | Lewis Hamilton     | Mercedes                  | 1:11,622   | 1:11,116 | 1:11,095 | 07    |
| 08                                                                        | Sebastian Vettel   | Aston Martin-Mercedes     | 1:12,078   | 1:11,309 | 1:11,419 | 08    |
| 09                                                                        | Sergio Pérez       | Red Bull Racing-Honda     | 1:11,644   | 1:11,019 | 1:11,573 | 09    |
| 10                                                                        | Antonio Giovinazzi | Alfa Romeo Racing-Ferrari | 1:11,658   | 1:11,409 | 1:11,779 | 10    |
| 11                                                                        | Esteban Ocon       | Alpine-Renault            | 1:11,740   | 1:11,486 | –        | 11    |
| 12                                                                        | Daniel Ricciardo   | McLaren-Mercedes          | 1:11,747   | 1:11,598 | –        | 12    |
| 13                                                                        | Lance Stroll       | Aston Martin-Mercedes     | 1:11,979   | 1:11,600 | –        | 13    |
| 14                                                                        | Kimi Räikkönen     | Alfa Romeo Racing-Ferrari | 1:11,899   | 1:11,642 | –        | 14    |
| 15                                                                        | George Russell     | Williams-Mercedes         | 1:12,016   | 1:11,830 | –        | 15    |
| 16                                                                        | Yuki Tsunoda       | AlphaTauri-Honda          | 1:12,096   | –        | –        | 16    |
| 17                                                                        | Fernando Alonso    | Alpine-Renault            | 1:12,205   | –        | –        | 17    |
| 18                                                                        | Nicholas Latifi    | Williams-Mercedes         | 1:12,366   | –        | –        | 18    |
| 19                                                                        | Nikita Masepin     | Haas-Ferrari              | 1:12,958   | –        | –        | 19    |
| 107-Prozent-Zeit: 1:15,904 min (bezogen auf Q1-Bestzeit von 1:10,938 min) |                    |                           |            |          |          |       |
| 20                                                                        | Mick Schumacher    | Haas-Ferrari              | keine Zeit | –        | –        | 20    |

Anmerkungen
1. ↑  Schumacher wurde erlaubt zu starten, da er im freien Training ausreichend schnell gefahren war.

### Rennen
| Pos. | Fahrer             | Konstrukteur              | Runden | Stopps | Zeit        | Start | Schnellste Runde |
| ---- | ------------------ | ------------------------- | ------ | ------ | ----------- | ----- | ---------------- |
| 01   | Max Verstappen     | Red Bull Racing-Honda     | 78     | 1      | 1:38:56,820 | 02    | 1:14,649 (58.)   |
| 02   | Carlos Sainz jr.   | Ferrari                   | 78     | 1      | + 8,968     | 04    | 1:14,621 (35.)   |
| 03   | Lando Norris       | McLaren-Mercedes          | 78     | 1      | + 19,427    | 05    | 1:14,670 (76.)   |
| 04   | Sergio Pérez       | Red Bull Racing-Honda     | 78     | 1      | + 20,490    | 09    | 1:14,552 (32.)   |
| 05   | Sebastian Vettel   | Aston Martin-Mercedes     | 78     | 1      | + 52,591    | 08    | 1:15,316 (33.)   |
| 06   | Pierre Gasly       | AlphaTauri-Honda          | 78     | 1      | + 53,896    | 06    | 1:15,412 (71.)   |
| 07   | Lewis Hamilton     | Mercedes                  | 78     | 2      | + 1:08,231  | 07    | 1:12,909 (69.)   |
| 08   | Lance Stroll       | Aston Martin-Mercedes     | 77     | 1      | + 1 Runde   | 13    | 1:14,674 (74.)   |
| 09   | Esteban Ocon       | Alpine-Renault            | 77     | 1      | + 1 Runde   | 11    | 1:15,316 (41.)   |
| 10   | Antonio Giovinazzi | Alfa Romeo Racing-Ferrari | 77     | 1      | + 1 Runde   | 10    | 1:15,331 (41.)   |
| 11   | Kimi Räikkönen     | Alfa Romeo Racing-Ferrari | 77     | 1      | + 1 Runde   | 14    | 1:14,971 (55.)   |
| 12   | Daniel Ricciardo   | McLaren-Mercedes          | 77     | 1      | + 1 Runde   | 12    | 1:14,578 (43.)   |
| 13   | Fernando Alonso    | Alpine-Renault            | 77     | 1      | + 1 Runde   | 17    | 1:15,026 (70.)   |
| 14   | George Russell     | Williams-Mercedes         | 77     | 1      | + 1 Runde   | 15    | 1:15,539 (59.)   |
| 15   | Nicholas Latifi    | Williams-Mercedes         | 77     | 1      | + 1 Runde   | 18    | 1:15,573 (66.)   |
| 16   | Yuki Tsunoda       | AlphaTauri-Honda          | 77     | 1      | + 1 Runde   | 16    | 1:14,037 (66.)   |
| 17   | Nikita Masepin     | Haas-Ferrari              | 75     | 1      | + 3 Runden  | 19    | 1:16,866 (64.)   |
| 18   | Mick Schumacher    | Haas-Ferrari              | 75     | 1      | + 3 Runden  | 20    | 1:16,425 (54.)   |
| –    | Valtteri Bottas    | Mercedes                  | 29     | 1      | DNF         | 03    | 1:15,706 (18.)   |
| DNS  | Charles Leclerc    | Ferrari                   | –      | –      | –           | 01    | –                |

Anmerkungen
1. ↑  Leclerc konnte wegen einer gebrochenen Antriebswelle nicht zum Rennen starten.

## WM-Stände nach dem Rennen
Die ersten zehn des Rennens bekamen 25, 18, 15, 12, 10, 8, 6, 4, 2 bzw. 1 Punkt(e). Zusätzlich gab es einen Punkt für die schnellste Rennrunde, da der Fahrer unter den ersten Zehn landete.

### Fahrerwertung
| Pos. | Fahrer           | Konstrukteur          | Punkte |
| ---- | ---------------- | --------------------- | ------ |
| 01   | Max Verstappen   | Red Bull Racing-Honda | 105    |
| 02   | Lewis Hamilton   | Mercedes              | 101    |
| 03   | Lando Norris     | McLaren-Mercedes      | 56     |
| 04   | Valtteri Bottas  | Mercedes              | 47     |
| 05   | Sergio Pérez     | Red Bull Racing-Honda | 44     |
| 06   | Charles Leclerc  | Ferrari               | 40     |
| 07   | Carlos Sainz jr. | Ferrari               | 38     |
| 08   | Daniel Ricciardo | McLaren-Mercedes      | 24     |
| 09   | Pierre Gasly     | AlphaTauri-Honda      | 16     |
| 10   | Esteban Ocon     | Alpine-Renault        | 12     |

| Pos. | Fahrer             | Konstrukteur              | Punkte |
| ---- | ------------------ | ------------------------- | ------ |
| 11   | Sebastian Vettel   | Aston Martin-Mercedes     | 10     |
| 12   | Lance Stroll       | Aston Martin-Mercedes     | 9      |
| 13   | Fernando Alonso    | Alpine-Renault            | 5      |
| 14   | Yuki Tsunoda       | AlphaTauri-Honda          | 2      |
| 15   | Antonio Giovinazzi | Alfa Romeo Racing-Ferrari | 1      |
| 16   | Kimi Räikkönen     | Alfa Romeo Racing-Ferrari | 0      |
| 17   | George Russell     | Williams-Mercedes         | 0      |
| 18   | Nicholas Latifi    | Williams-Mercedes         | 0      |
| 19   | Mick Schumacher    | Haas-Ferrari              | 0      |
| 20   | Nikita Masepin     | Haas-Ferrari              | 0      |

### Konstrukteurswertung
| Pos. | Konstrukteur          | Punkte |
| ---- | --------------------- | ------ |
| 1    | Red Bull Racing-Honda | 149    |
| 2    | Mercedes              | 148    |
| 3    | McLaren-Mercedes      | 80     |
| 4    | Ferrari               | 78     |
| 5    | Aston Martin-Mercedes | 19     |

| Pos. | Konstrukteur              | Punkte |
| ---- | ------------------------- | ------ |
| 06   | AlphaTauri-Honda          | 18     |
| 07   | Alpine-Renault            | 17     |
| 08   | Alfa Romeo Racing-Ferrari | 1      |
| 09   | Williams-Mercedes         | 0      |
| 10   | Haas-Ferrari              | 0      |